# Semën Byčkov
Semën Maevič Byčkov (in russo Семён Маевич Бычков?) (Leningrado, 30 novembre 1952) è un direttore d'orchestra russo statunitense.
Anche suo fratello Yakov Kreizberg è stato un direttore d’orchestra.

## Biografia
Dopo gli studi al Conservatorio di San Pietroburgo con Il'ja Musin, nel 1974 si trasferisce a Vienna e nel 1975 negli Stati Uniti dove frequenta il Conservatorio della The New School di New York.
Dal 1980 al 1985 è il direttore musicale dell'Orchestra di Grand Rapids e dirige la Buffalo Philharmonic Orchestra della quale diviene direttore musicale dal 1985 al 1989.
Nel 1983 diventa cittadino statunitense.
All'Opera di Chicago nel 1988 dirige Don Giovanni con Claudio Desderi, Carol Vaness, Samuel Ramey, Gösta Winbergh e Karita Mattila.
Dal 1989 al 1998 è stato il direttore musicale dell'Orchestre de Paris.
Dal 1990 al 1994 dirige l'Orchestra filarmonica di San Pietroburgo.
Per il Teatro alla Scala di Milano debutta nel 1992 dirigendo Pavane pour une infante défunte, di Maurice Ravel e la Sinfonia n. 5 di Šostakovič con l'Orchestra Filarmonica della Scala  tornando nel 1994 con la Sinfonia di Berio e la Sinfonia n. 1 di Brahms, nel 1996 con la Sinfonia n. 44 di Haydn e la Sinfonia n. 11 di Šostakovič, nel 1997 Tosca con Neil Shicoff, Ruggero Raimondi ed Alfredo Mariotti, nel 1999 Vier letzte Lieder ed Ein Heldenleben di Richard Strauss con Francesco De Angelis, nel 2001 Petruška, nel 2005 Elettra al Teatro degli Arcimboldi ripreso da Rai 1 e la Sinfonia n. 10 di Šostakovič, nel 2006 la Sinfonia n. 7 di Šostakovič, nel 2007 un concerto con Katia e Marielle Labèque ed Eine Alpensinfonie, nel 2008 il Concerto n. 2 per pianoforte di Šostakovič e la Sinfonia n. 8 di Dvořák, nel 2009 la Sinfonia n. 6 di Čajkovskij, nel 2010 il Concerto per pianoforte e orchestra n. 5 di Beethoven e la Sinfonia n. 2 di Schumann, nel 2011 un concerto con Lang Lang e la Sinfonia n. 6 di Mahler e nel 2012 la Sinfonia n. 2 di Brahms.
Sempre nel 1992 dirige la Sinfonia n. 2 di Mahler con Christa Ludwig al Teatro Verdi di Firenze.
Al Teatro Comunale di Firenze, dove dal 1992 ha avuto l'incarico di Direttore Ospite Principale dopo Chung Myung-whun, nel 1993 dirige Jenůfa con Gloria Banditelli e Giorgio Surian, nel 1994 Lady Macbeth del Distretto di Mcensk e La bohème con Nuccia Focile, Roberto Alagna, Roberto Frontali e Surian, nel 1995 Fierabras di Franz Schubert ed Un ballo in maschera con la Focile, nel 1996 Idomeneo, re di Creta con la Focile al Teatro della Pergola, la Sinfonia n. 44 di Haydn e la Sinfonia n. 3 di Beethoven e nel 1997 Die Walküre e Parsifal con Waltraud Meier, Bernd Weikl e John Tomlinson.
Dal 1997 al 2010 è stato il direttore principale della WDR Sinfonieorchester di Colonia.
Nel 1997 dirige Tristan und Isolde a Chicago.
Al Wiener Staatsoper debutta nel 1999 con Elektra, nel 2000 Tristan und Isolde con Winbergh, Matti Salminen e la Meier, nel 2004 Daphne e nel 2005 Lohengrin.
Per il Teatro Regio di Torino nel 2001 dirige Das Rheingold, nel 2002 la Messa in Si minore di Bach, nel 2006 Don Carlo con Marcello Giordani, Violeta Urmana, Ferruccio Furlanetto, Frontali e Eric Halfvarson, nel 2007 la Messa da requiem di Verdi con la Urmana, Ramón Vargas e Furlanetto nella trasferta di Colonia, nel 2010 Tannhäuser e nel 2012 la Sinfonia n. 4 di Brahms con l'Orchestra sinfonica nazionale della RAI all'Auditorium Rai di Torino.
Al Royal Opera House, Covent Garden di Londra debutta nel 2003 dirigendo Elektra con Tomlinson e Siegfried Jerusalem seguito da Boris Godunov con Tomlinson, nel 2006 La dama di picche, nel 2009 Lohengrin e Don Carlo con Jonas Kaufmann, Robert Lloyd, Furlanetto e Tomlinson, nel 2010 Tannhäuser e nel 2012 La bohème con Joseph Calleja, Carmen Giannattasio e la Focile arrivando a 48 recite londinesi fino al 2012.
Al Festival di Salisburgo debutta nel 2003 con la Sinfonia n. 5 di Čajkovskij e il Concerto per pianoforte e orchestra n. 3 di Beethoven con Evgenij Kisin e i Wiener Philharmoniker e nel 2004 Der Rosenkavalier con Angelika Kirchschlager e Piotr Beczała.
Al Metropolitan Opera House di New York debutta nel 2004 con Boris Godunov con Ljubov' Petrova, nel 2008 Otello di Verdi con Renée Fleming e nel 2012 Wesendonck-Lieder ed Eine Alpensinfonie.
Al Washington National Opera nel 2005 dirige Daphne con la Fleming e la WDR Sinfonieorchester Köln.
All'Opéra National de Paris nel 2007 dirige Un ballo in maschera con Marcelo Álvarez e nel 2008 Tristan und Isolde con Salminen e la Meier.
Nel 2014 dirige Chovanščina con Furlanetto a Vienna, Elektra con la BBC Symphony Orchestra nella Royal Albert Hall di Londra per The Proms e Die Frau ohne Schatten al Covent Garden.
Nel 2015 a Salisburgo dirige la Sinfonia n. 3 di Brahms, al Covent Garden Evgenij Onegin con Dmitri Hvorostovsky e Furlanetto ed ha vinto l'International Opera Awards.
Nel 2016 dirige Parsifal al Teatro Real di Madrid e Così fan tutte con l'Accademia Nazionale di Santa Cecilia all'Auditorium Parco della Musica di Roma.
È sposato con Marielle Labèque e vive a Parigi.

## Discografia
- Bacri: Une Prière - Laurent Korcia/Semyon Bychkov/WDR Sinfonieorchester Köln, 2004 BMG RCA
- Berlioz: Symphonie fantastique; Le carnaval romain - Semyon Bychkov/Orchestre de Paris, 1993 Philips
- Čajkovskij, Eugene Onegin - Bychkov/Hvorostovsky/Shicoff, 1992 Philips
- Čajkovskij: Symphony No. 6 in B Minor "Pathétique" - Romeo & Juliet Fantasy Overture - Czech Philharmonic Orchestra/Semyon Bychkov, 2016 Decca
- Čajkovskij: Symphony No. 6 - Semyon Bychkov/Royal Concertgebouw Orchestra, 1987 Philips
- Čajkovskij, Wolf: Serenades - Semyon Bychkov/Berliner Philharmoniker, 1993 Philips
- Dutilleux: Symphony No. 2, Métabolise & Timbres, Espace, Mouvement - Semyon Bychkov/Orchestre de Paris, 1994 Philips
- Franck: Symphony in D Minor - Bizet: Symphony in C Major - Semyon Bychkov/Orchestre de Paris, 1992 Philips
- Mascagni, Cavalleria rusticana - Bychkov/Norman/Hvorostovsky, 1990 Decca
- Mendelssohn: Symphonies Nos. 3 & 4 - Semyon Bychkov/London Philharmonic Orchestra, 1987 Philips
- Mendelssohn & Bruch: Concertos For 2 Pianos - Katia Labèque/Marielle Labèque/Philharmonia Orchestra/Semyon Bychkov, 1993 Philips
- Mozart: Piano Concertos Nos. 7 & 10 - Katia Labèque/Marielle Labèque/Berliner Philharmoniker/Semyon Bychkov, 1990 Philips
- Prokof'ev: Alexander Nevsky & Cinderella Suite - Semyon Bychkov/Orchestre de Paris, 1994 Philips
- Ravel: Boléro - Semyon Bychkov/Orchestre de Paris, 1993 Philips
- Rossini: Stabat Mater - Carol Vaness/Cecilia Bartoli/Francisco Araiza/Ferruccio Furlanetto/Chor & Symphonieorchester des Bayerischen Rundfunks/Semyon Bychkov, 1990 Philips
- Šostakovič: Symphony No. 5 - Semyon Bychkov/Berliner Philharmoniker, 1987 Philips
- Šostakovič: Symphony No. 8 - Semyon Bychkov/Berliner Philharmoniker, 1992 Philips
- Šostakovič: Symphony No. 11 - Semyon Bychkov/Berliner Philharmoniker, 1988 Philips
- Strauss R, Daphne - Bychkov/WDR/Fleming, 2005 Decca
- Strauss R: An Alpine Symphony/Till Eulenspiegel - Semyon Bychkov/West German Radio Symphony Orchestra, 2009 Profil
- Strauss R: Also sprach Zarathustra; Don Juan - Philharmonia Orchestra/Royal Concertgebouw Orchestra/Semyon Bychkov, 1990 Philips
- Bychkov, The art of Semyon Bychkov - L'arte di Semyon Bychkov, 1986/1994 Decca
- Maisky, Adagio - Bychkov/Orch. de Paris, 1991 Deutsche Grammophon
- Paris 1920 (Poulenc, Milhaud & Honegger) - Semyon Bychkov/Orchestre de Paris, 1993 Philips
- Sommernachtskonzert 2016 - Semyon Bychkov/Wiener Philharmoniker, Sony

## DVD e blu-ray
- Strauss R: Der Rosenkavalier (Salzburg Festival, 2004) - Angelika Kirchschlager/Piotr Beczała/Semyon Bychkov, Arthaus Musik/Naxos
- Verdi, Otello - Bychkov/MET/Fleming/Botha, 2012 Decca